# 18244 Anneila
18244 Anneila è un asteroide della fascia principale. Scoperto nel 1973, presenta un'orbita caratterizzata da un semiasse maggiore pari a 2,7261228 UA e da un'eccentricità di 0,1102399, inclinata di 9,08412° rispetto all'eclittica.